# Salomé (film, 1953)
Pour les articles homonymes, voir Salomé.
Pour plus de détails, voir Fiche technique et Distribution.
Salomé (Salome) est un film américain en Technicolor réalisé par William Dieterle, sorti en 1953.

## Synopsis
Sous le règne de l'empereur Tibère, le prophète galiléen Jean le Baptiste prêche contre le roi Hérode Antipas et son épouse, ex-femme de son demi-frère, la reine Hérodiade (Herodias, en anglais). Celle-ci souhaite la mort du prêcheur, mais Hérode craint de lui nuire en raison d'une prophétie affirmant que la mort de Jean le Baptiste entraînerait la sienne. 
Arrive la belle princesse Salomé, fille d'Hérodiade. La convoitise naissante du roi pour sa belle-fille et nièce Salomé va être utilisée par Hérodiade pour faire plier le roi à ses désirs.
Le film, ignorant le récit des Écritures, montre Salomé s'enfuyant du palais avec un centurion romain converti et rejoignant les premiers chrétiens. 

## Fiche technique
- Titre français : Salomé
- Titre original (anglais) : Salome ou Salome, The Dance of the Seven Veils
- Réalisation : William Dieterle, assisté d'Earl Bellamy
- Production : Buddy Adler et Rita Hayworth (non créditée)
- Société de production : Columbia Pictures et The Beckworth Corporation
- Scénario : Harry Kleiner d'après une histoire de Jesse Lasky Jr. et Harry Kleiner
- Directeur musical : Morris Stoloff
- Musique : Daniele Amfitheatrof (musique de la danse) et George Duning
- Chorégraphie : Valerie Bettis
- Photographie : Charles Lang
- Montage : Viola Lawrence
- Direction artistique : John Meehan
- Décorateur de plateau : William Kiernan
- Costumes : Jean Louis et Emile Santiago pour les hommes
- Pays de production : États-Unis
- Langue : anglais
- Genre : péplum
- Format : couleur (Technicolor)— 35 mm — 1,37:1 — son : mono (Western Electric Recording)
- Durée : 103 minutes
- Dates de sortie : 
  - États-Unis 13 février 1953 (première)
  - États-Unis 24 mars 1953
  - France 28 août 1953
- Affiche : Jacques Bonneaud, Boris Grinsson (France)

## Distribution
- Rita Hayworth (VF : Claire Guibert) : la princesse Salomé
- Stewart Granger (VF : Jean Davy) : le commandant Claudius
- Charles Laughton (VF : Raymond Rognoni) : le roi Hérode
- Judith Anderson  (V.F : Lucienne Givry) : la reine Herodiade
- Cedric Hardwicke (VF : Jean Martinelli) : l'empereur Tibère
- Alan Badel (VF : Roger Rudel) : Jean le Baptiste
- Basil Sydney (VF : Louis Arbessier) : Ponce Pilate
- Maurice Schwartz (VF : Marcel Raine) : Ezra, le conseiller du roi
- Arnold Moss (VF : Jean Violette) : Micha, le conseiller de la reine
- Rex Reason (VF : Michel Roux) : Marcellus
- Eduardo Cansino : un garde romain
- Carmen D’Antonio (VF : Renée Simonot) : servante de Salomé
- Ralph Moody : le vieux savant
- Charles Wagenheim : Simon
- John Parrish : un politicien
- Merrill McCormick : un membre du conseil d'Hérode

## Autour du film
- Autres adaptations du sujet :
  - 1918 : Salomé (Salome) de J. Gordon Edwards avec Theda Bara (Salomé)
  - 1923 : Salomé de Charles Bryant, scénario d'Oscar Wilde avec Alla Nazimova (Salomé)
  - 1986 : Salomé de Claude d'Anna
  - 2002 : Salomé de Carlos Saura